# Vésubie
Pour les articles homonymes, voir Vésubie (homonymie).
La Vésubie (Vesubiá en occitan/provençal/nissart), jadis appelée le val de Lantosque, est une rivière de France, entièrement dans le département des Alpes-Maritimes, en région Provence-Alpes-Côte d'Azur, et un affluent gauche du fleuve le Var.

## Géographie
Sa longueur est de 46 kilomètres, et elle se forme dans le massif du Mercantour-Argentera, au lac Blanc (2 665 m), à proximité des lac Mort, lac Balaour, et lac Cabret. Elle s'appelle aussi la Madone de Fenestre sur cette partie haute.
La Vésubie conflue entre les communes de Levens et Bonson, à environ 140 m d'altitude.
On appelle Vésubie non seulement la rivière mais aussi la vallée. Les habitants de cette vallée sont les Vésubiens (lou Vesubian).

### Communes et cantons traversés
Dans le seul département des Alpes-Maritimes, la Vésubie traverse les huit communes, suivantes, dans cinq cantons, dans le sens amont vers aval, de Saint-Martin-Vésubie (source), Venanson, Roquebillière, Lantosque, La Bollène-Vésubie, Utelle, Duranus, Levens (confluence).
En termes de cantons, la Vésubie prend source dans l'ancien canton de Saint-Martin-Vésubie, traverse les anciens canton de Roquebillière, canton de Lantosque, canton de Levens et conflue à la limite de l'ancien canton de Roquesteron, donc aujourd'hui prend source et conflue dans le nouveau canton de Tourrette-Levens, dans l'arrondissement de Nice et dans l'intercommunalité Métropole Nice Côte d'Azur.

### Toponymes
La Vésubie a donné son nom aux deux communes de Saint-Martin-Vésubie et La Bollène-Vésubie.

### Bassin versant
La Vésubie traverse les quatre zones hydrographiques Y630, Y631, Y632, Y633 de 393 km2 superficie totale. Ce bassin versant est constitué à 94,92 % de « forêts et milieux semi-naturels », à 3,93 % de « territoires agricoles », à 1,05 % de « territoires artificialisés »,.
Les cours d'eau voisins sont le Boréon et la Madone de Fenestre au nord, la Gordolasque au nord-est la Roya et la Bévéra à l'est, la Banquière au sud-est, le Var au sud, sud-ouest, et à l'ouest et la Tinée au nord-ouest,.

### Organisme gestionnaire
L'organisme gestionnaire est le SMIAGE ou Syndicat mixte Inondations, aménagements et gestion de l'eau maralpin, créé en le 1er janvier 2017 , et s'occupe désormais de la gestion des bassins versants côtiers des Alpes-Maritimes, en particulier de celui du fleuve le Var. Celui-ci « a été reconnu comme EPTB, avec les félicitations du jury, lors de la séance du comité de bassin de l’Agence l’eau Rhône-Méditerranée-Corse du vendredi 22 juin 2018 car il porte à la fois des politiques liées à la prévention du risque inondation et la gestion des milieux aquatiques »,.

## Affluents

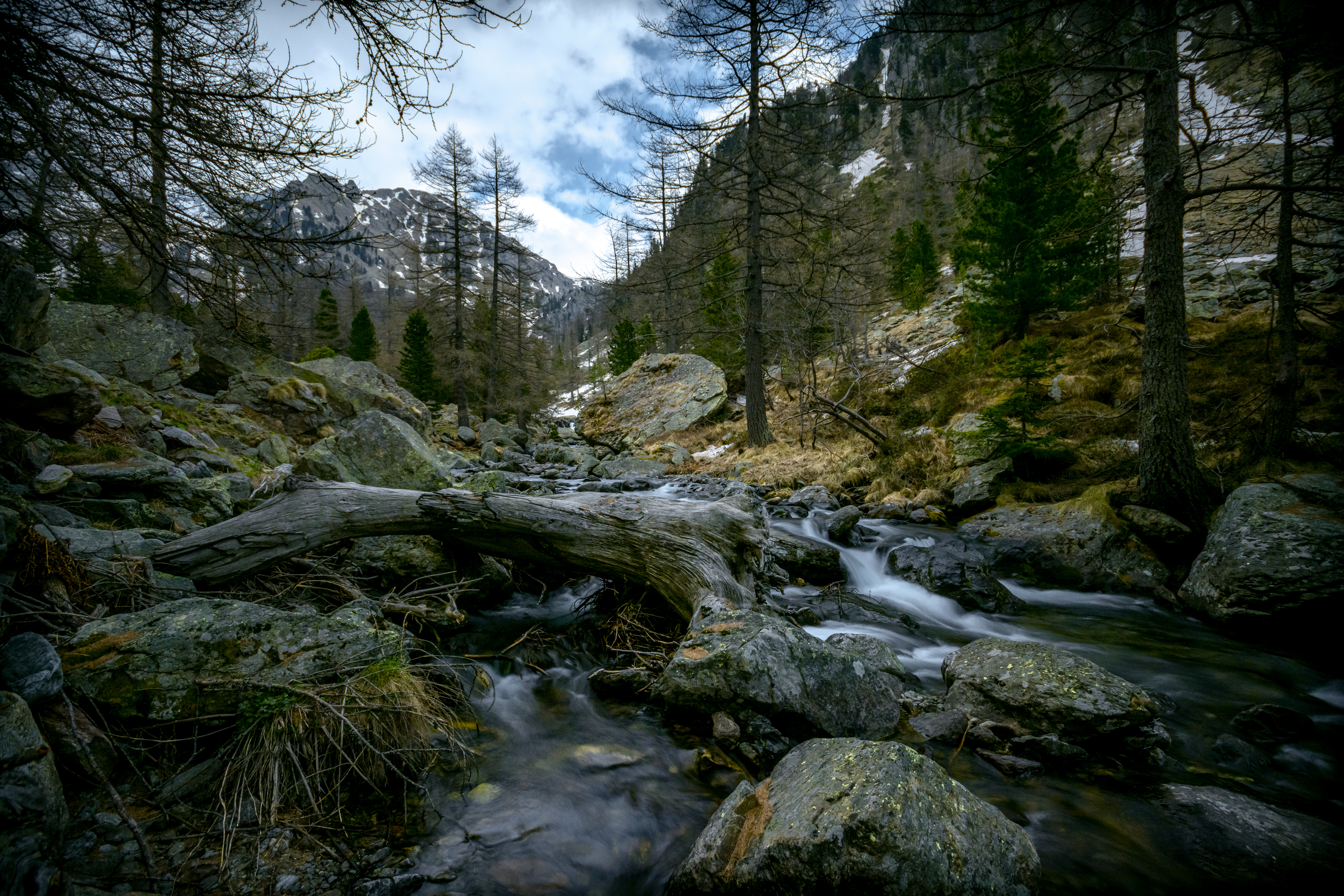
Le Boréon à la fonte des neiges.

La Vésubie a onze tronçons affluents référencés dont trois sont de longueur supérieure à dix kilomètres :
- Le Boréon (rd[note 3]) 14,5 km[10] sur les trois communes de Belvédère, Valdeblore, Saint-Martin-Vésubie.
- La Gordolasque (rg) 18,7 km[11] sur six communes avec un affluent :
  - le vallon des Graus (rg) 9,5 km sur trois communes.
- Le Riou du Figaret (rd) 10,4 km[12] sur les trois communes d’Utelle, La Tour, Lantosque, avec un affluent :
  - Le Vallon des Fournés de Bagnolar (rd) 5,3 km sur les trois mêmes communes d’Utelle, La Tour, Lantosque.

Les autres affluents sont de longueur inférieure à dix kilomètres et tous de rang de Strahler un (sans affluent) sauf le riou de Lantosque :
- Le Riou de Venanson (rd) 5,4 km sur les cinq communes de Valdeblore, Venanson, Roquebillière, Saint-Martin-Vésubie, Marie.
- Le Vallon d'Espaillart (rg) 7,4 km sur les trois communes de Belvédère, Roquebillière, Saint-Martin-Vésubie.
- Le Vallon de Cervagne ou vallon de Gourgas (rd) 5,4 km sur les trois communes de Belvédère, Venanson, Roquebillière.
- Le Riou de la Bollène (rg) 8,5 km sur les trois communes de La Bollène-Vésubie, Lantosque, Moulinet.
- Le Riou de Lantosque (rd) 8 km sur les trois communes d’Utelle, Lantosque et Roquebillière avec deux affluents et de rang de Strahler deux :
  - Le ruisseau des Lonas, 1,4 km sur les trois mêmes communes d’Utelle, Lantosque et Roquebillière.
  - le ruisseau de Barra Rossa, 1,4 km sur les trois mêmes communes d’Utelle, Lantosque et Roquebillière.
- Le Vallon de Saint-Colomban, 9,1 km sur les quatre communes d’Utelle, La Bollène-Vésubie, Lantosque, Moulinet.
- Le ruisseau de Saint-Honorat (rd) 2,5 km sur les deux communes d’Utelle et Lantosque.
- Le ruisseau de Campon (rg) 3,4 km sur les trois communes d’Utelle, Duranus, Coaraze.

### Rang de Strahler
Donc le rang de Strahler de la Vésubie est de trois par la Gordolasque, le riou de Lantosque ou le riou du Figaret.

## Hydrologie

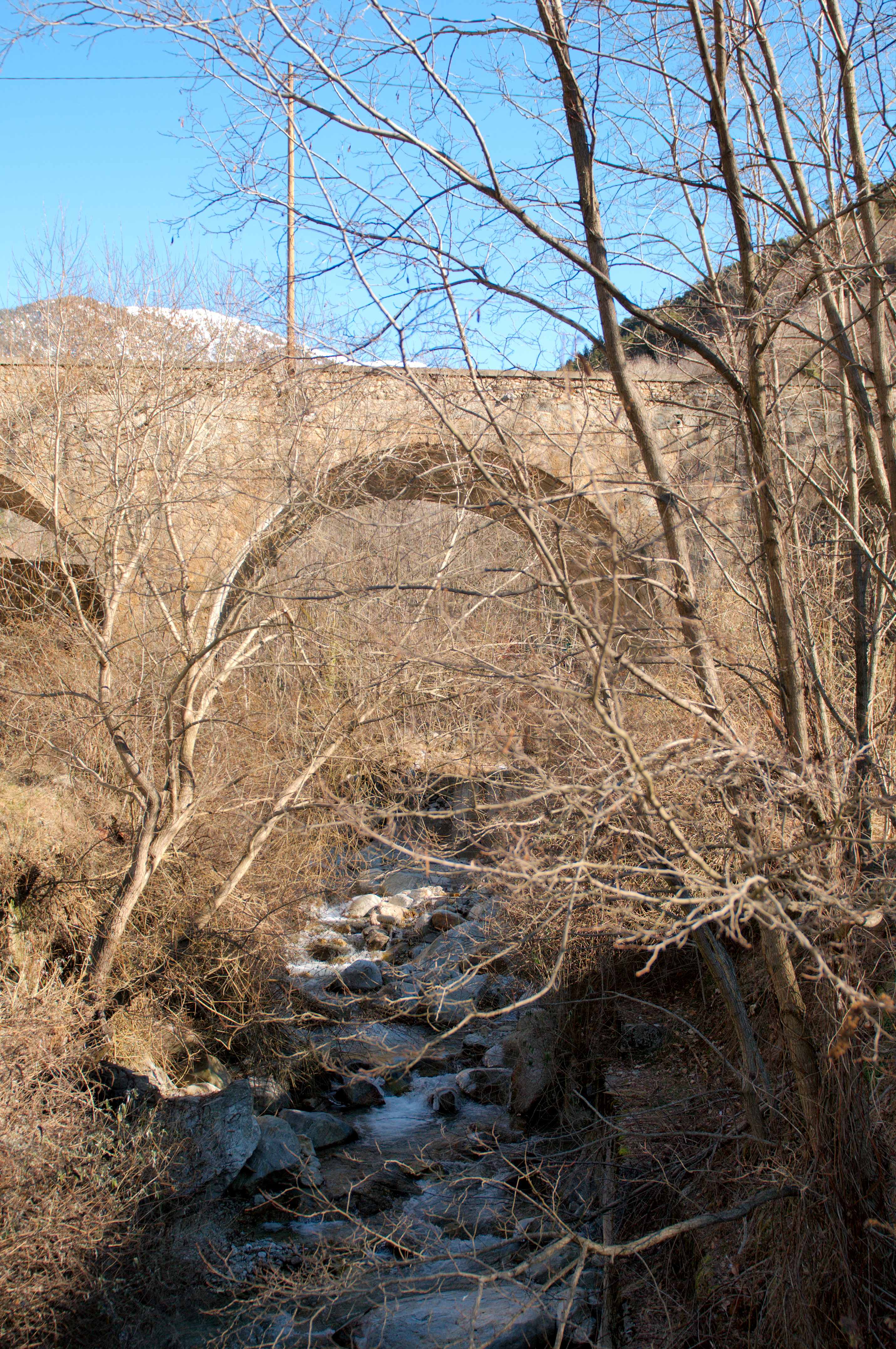
La Vésubie près de Saint-Martin-Vésubie.

La Vésubie est une petite rivière abondante. Son régime hydrologique est dit pluvio-nival.

### Stations de la Banque Hydro
La Vésubie a fait l'objet de quatre stations pour la Banque Hydro :
- Y6334020 - la Vésubie à Utelle (Sainte-Thérèse) de 2008 à 2009 pour 2 ans, à 265 m d'altitude et pour un bassin versant de 348 km2[13]
- Y6334030 - la Vésubie à Utelle à Saint-Jean-la Rivière de 1953 à 1971, pour 19 ans, aujourd'hui non visible[note 4]
- Y6334040 - la Vésubie à Utelle (Pont du Cros) de 2010 à 2020 pour 10 ans, à 180 m d'altitude et pour un bassin versant de 382 km[14]
- Y6334050 - la Vésubie à Levens (Plan du Var) de 1980 à 1992 pour 12 ans, à 145 m d'altitude et pour un bassin versant de 390 km[15]

### La Vésubie à Utelle
Son débit a été observé sur une période de 19 ans (1953-1971), à Utelle, à Saint-Jean-la-Rivière, tout près de son confluent avec le Var,. Le bassin versant de la rivière y est de 348 km2, c'est-à-dire sa quasi-totalité.
Le module de la rivière à Utelle est de 8,61 m3/s.
La Vésubie présente des fluctuations saisonnières typiques d'un régime à dominante à la fois nivale et pluviale. On y distingue en effet deux périodes de crue. Les hautes eaux d'automne portent le débit mensuel moyen à un niveau situé à 12,3 m3/s, en novembre et sont suivies d'une baisse de débit jusqu'à 5,4 m3/s en février. Suit alors une deuxième montée du débit aboutissant à un second sommet en mai (13,5 m3/s) et juin (14,4 m3/s). Il est dû à la fonte des neiges. Dès lors dès le mois de juillet, s'amorce une très rapide décrue suivie des basses eaux d'été qui mènent le débit moyen à son étiage du mois d'août (avec une moyenne mensuelle de 5,38 m3/s), ce qui est encore fort abondant. Au total, les oscillations saisonnières sont relativement peu importantes. Cependant les fluctuations de débit peuvent être bien plus prononcées sur de courtes périodes.

### Étiage ou basses eaux
Le VCN3 peut chuter jusque 1,9 m3/s, en cas de période quinquennale sèche, ce qui reste élevé.

### Crues
Le niveau de crues des 30 derniers jours peut être consulté sur le site Vigicrues.
Les crues peuvent être très importantes pour une aussi petite rivière à bassin réduit. Les QJX 2 et QJX 5 valent respectivement 67 et 97 m3/s. Le QJX 10 ou débit journalier calculé de crue décennale est de 120 m3/s et le QJX 20 de 140 m3/s. Quant au QJX 50, il n'est pas disponible. Cela signifie que, par exemple, tous les deux ans on doit s'attendre à une crue de l'ordre de 67 m3/s d'une durée d'une journée, et tous les vingt ans une crue de 140 m3/s doit statistiquement survenir.
La hauteur maximale instantanée a été de 518 cm ou 5,18 m le 4 novembre 2014
Le débit journalier maximal enregistré a été de 200 m3/s le 19 novembre 1970. En comparant cette valeur avec l'échelle des QJX de la rivière, il apparaît que ces crues étaient largement plus importantes que la valeur calculée de crue vicennale, et donc assez exceptionnelles.
Une crue exceptionnelle a également eu lieu le 2 octobre 2020. Au pont du Cros à Utelle, la Vésubie atteint 6,92 m à 20 h 0. Le débit atteint 644 m3/s à 17 h 30,.

### Lame d'eau et débit spécifique
Au total, la Vésubie est une rivière abondante, alimentée par des précipitations, elles aussi abondantes, dans son bassin situé tout entier en région alpine. La lame d'eau écoulée dans son bassin versant est de 781 millimètres annuellement (contre 746 mm/an pour la Tinée), ce qui est élevé, valant plus du double de la moyenne d'ensemble de la France tous bassins confondus, et supérieur aussi à la lame de la totalité du bassin du Var. Le débit spécifique de la rivière (ou Qsp) atteint le chiffre de 24,7 litres par seconde et par kilomètre carré de bassin.

## Aménagements et écologie

### Histoire
En 1383, la Vésubie est intégrée à l'État savoyard.
Le 20 juillet 1564, un tremblement de terre ravage la vallée de la Vésubie faisant 300 morts. À posteriori, les chercheurs estiment sa magnitude à 5,9 ou 6 degrés sur l'échelle de Richter.
En 1888, la rivière est nommée le torrent de la Madone des Fenêtres.
Le 2 octobre 2020, une crue exceptionnelle causée par la tempête Alex fait de très importants dégâts dans la vallée de la Vésubie. Une nouvelle crue frappe la vallée à cause de la tempête Alice le 20 octobre 2023.

### Le canal de la Vésubie
Le canal de la Vésubie est un ouvrage hydraulique des Alpes-Maritimes, en fait un aqueduc qui alimente en eau potable la ville de Nice.

### Accord bilatéral avec Monaco
La France et la principauté de Monaco ont conclu un accord bilatéral garantissant à la principauté un approvisionnement en eau potable depuis la Vésubie. En contrepartie, trois communes limitrophes de Monaco (La Turbie, Beausoleil et Cap-d'Ail) bénéficient de ses infrastructures de traitement des eaux,.

### Radioactivité
Le massif du Boréon et la vallée de la Vésubie (qui draine les eaux de ce massif) font partie des zones ayant fait l'objet d'études plus approfondies des retombées de Tchernobyl en France, via des analyses d'échantillons de sol, de mousses, de lichens et fougères collectés en forêt et dans la vallée qui ont mis en évidence des contaminations atteignant dans les sols à la fin des années 1980 : 42,8 ; 9,4 et 3,8 kBq.m−2 respectivement pour le césium 137, césium 134 et le ruthénium 106. En octobre 1988, de l'antimoine 125 et de l'argent 110 était aussi détectés. Les sols les plus contaminés trouvés l'ont été à 1400 à 1 700 m d'altitude.

### Lieux pittoresques

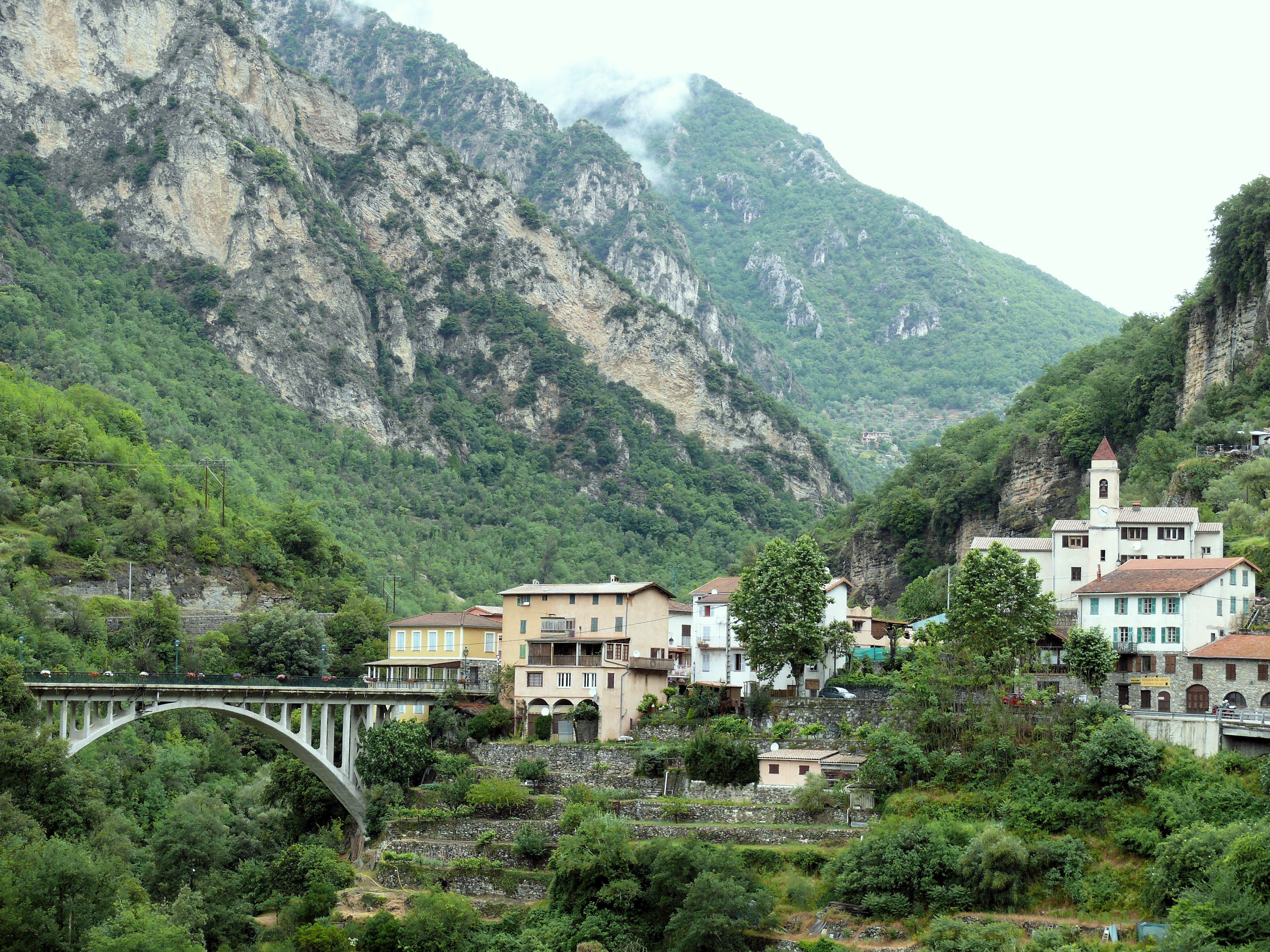
Saint-Jean-la-Rivière - Vue générale avec le pont sur la Vésubie avec la route d'Utelle.

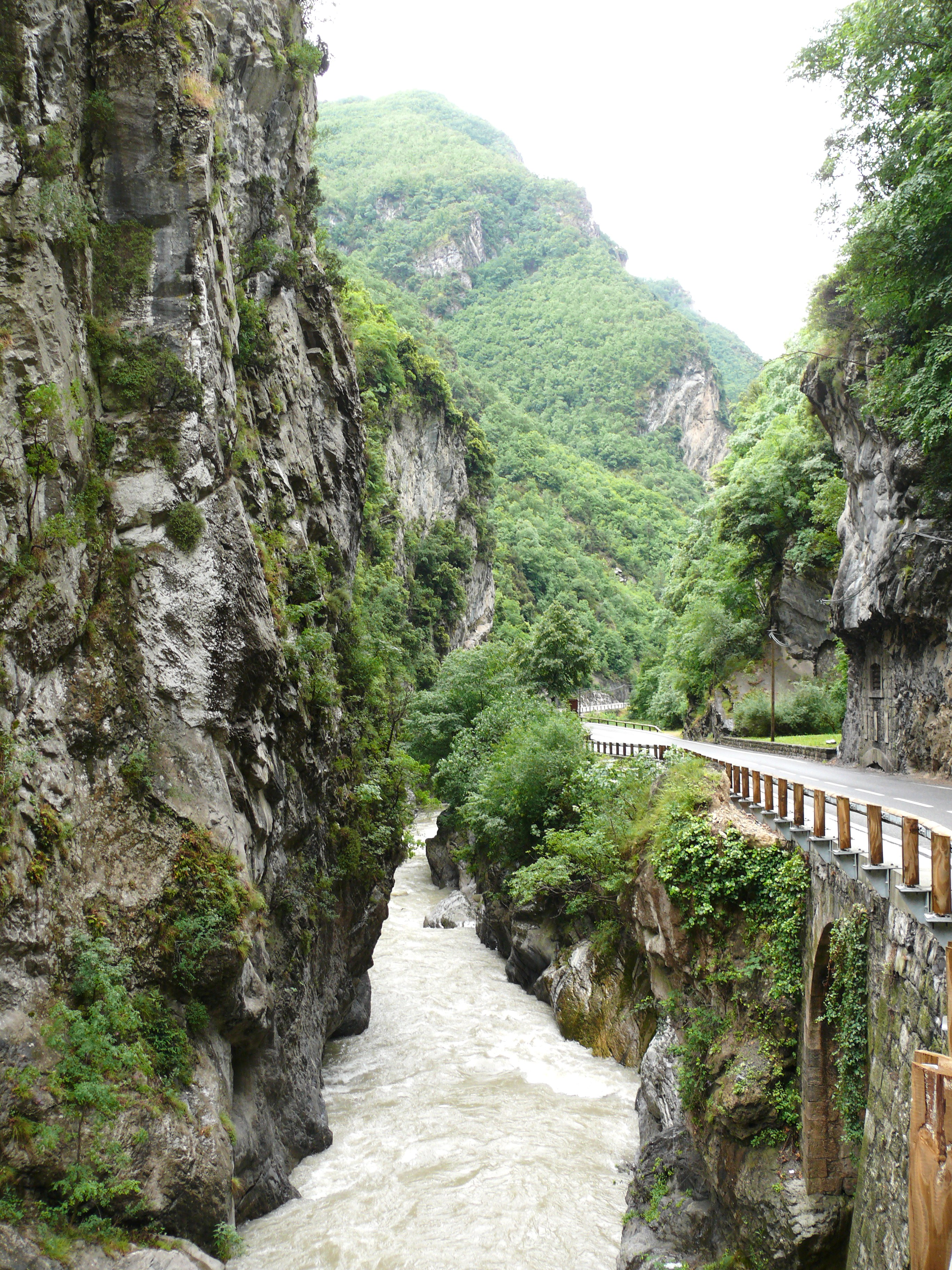
Gorges de la Vésubie.

La vallée est belle sur toute sa longueur et particulièrement pittoresque dans sa dernière portion, les « gorges », allant de Saint-Jean-la-Rivière (commune d'Utelle) à Plan-du-Var et également visibles du belvédère du Saut des Français à Duranus. Dans son cours inférieur, à partir du Plan-du-Var, le torrent a taillé des gorges aux parois verticales pour rejoindre le Var. Le paysage est encore méditerranéen entre Saint-Jean-la-Rivière et Lantosque : les versants les moins abrupts et les mieux exposés de la vallée moyenne se couvrent de cultures en terrasses, de vignes et d'oliviers. La haute vallée, elle, résolument alpestre, alterne pâturages verdoyants, forêts et sapins, cascades et hauts sommets. En été, la remontée de la vallée de la Vésubie offre un contraste saisissant, faisant passer en quelques minutes de la basse vallée du Var écrasée de soleil à un paysage alpin de prairies verdoyantes.

### AAPPMA
La Vésubie a quatre AAPPMA qui se partagent son bassin versant : La Haute Vésubie, la Vésubienne, la Gordolasque, et la Fario.

## Étymologie
Les mentions anciennes de la Vésubie sont : La Vésubie en 1789, la Vésune en 1819, La Vésubie en 1826. En l'absence de formes anciennes, on se perd en conjectures. Il a existé sur le Trophée des Alpes une population gauloise les Vésubiens (Vesubionorum), Esubiens (Esubiani). Ils étaient placés vers Clans. Le premier terme correspond au gaulois vesu "valable, bon, digne de".

## Galerie

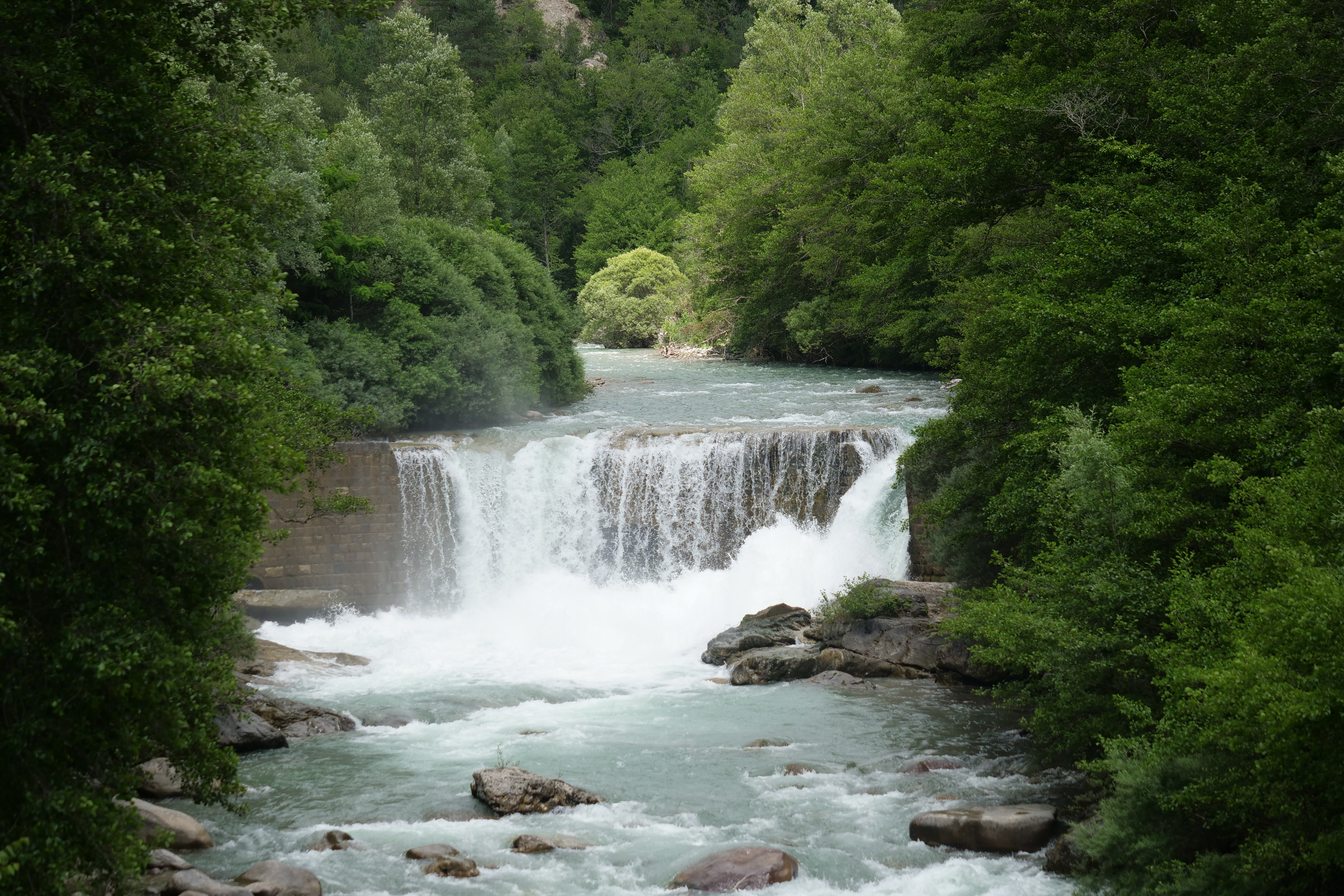
Cascade sur la Vésubie à Lantosque.
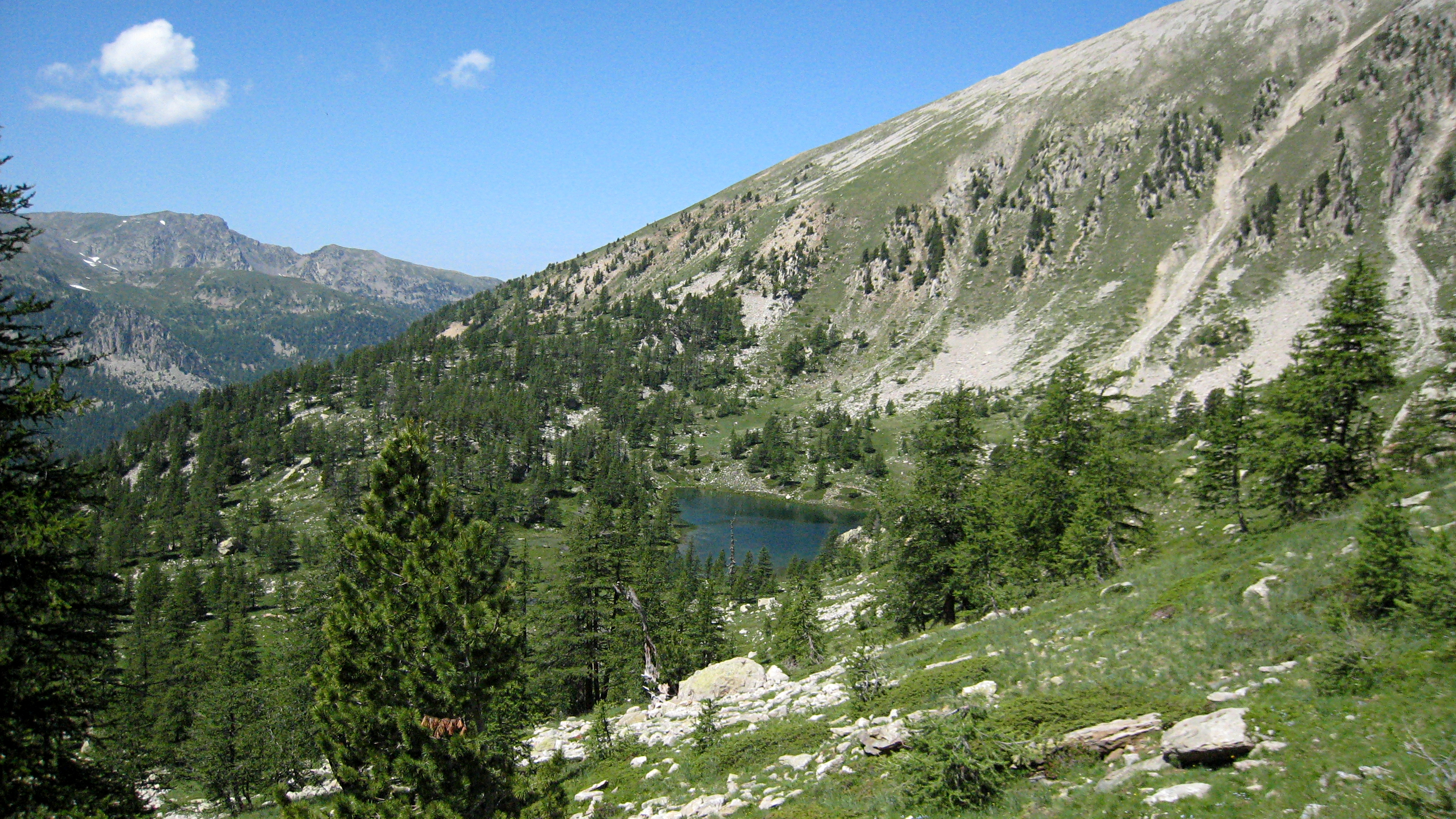
Lac de la Graveirette, dans le parc national du Mercantour.
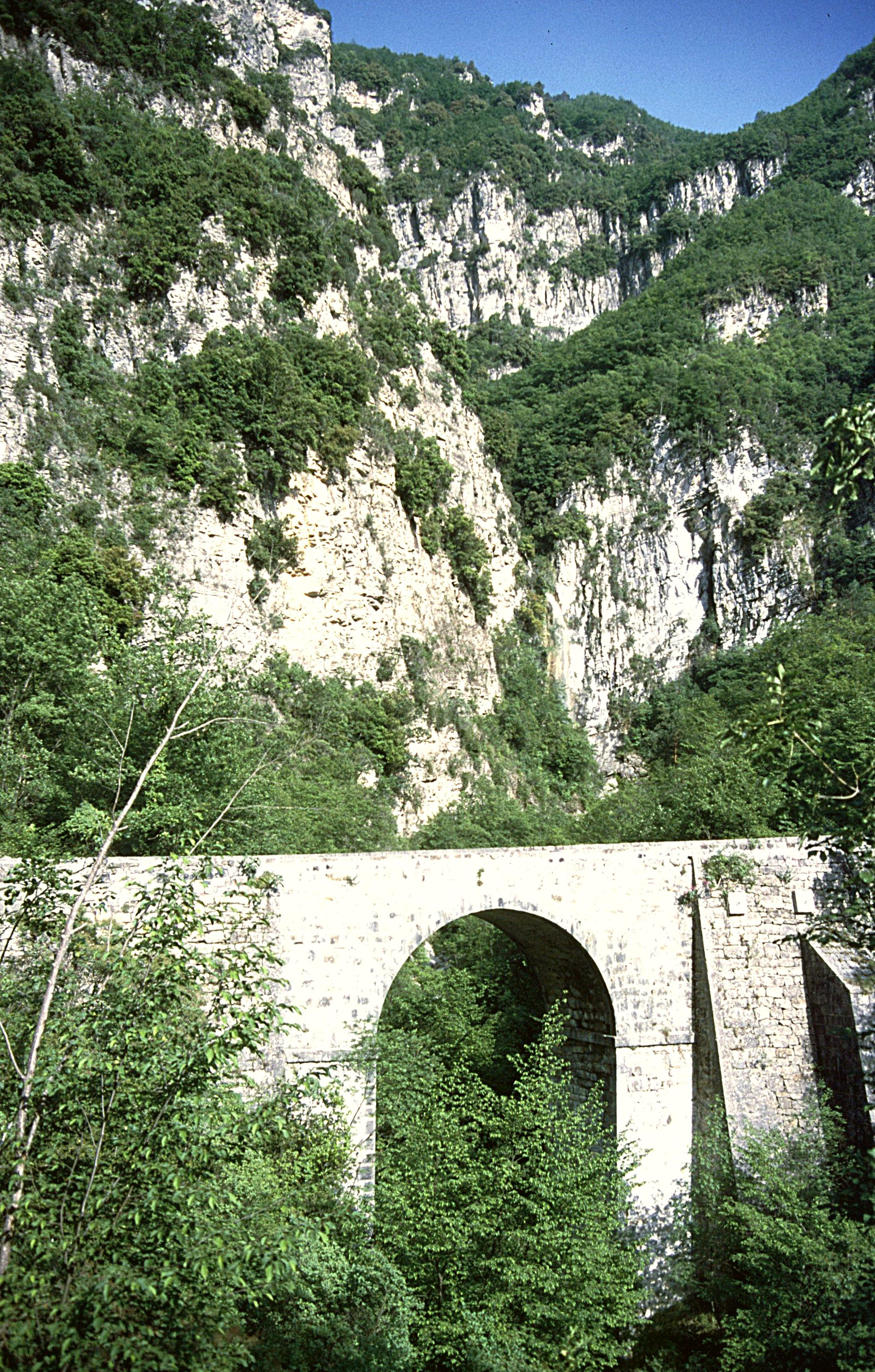
Gorges de la Vésubie.
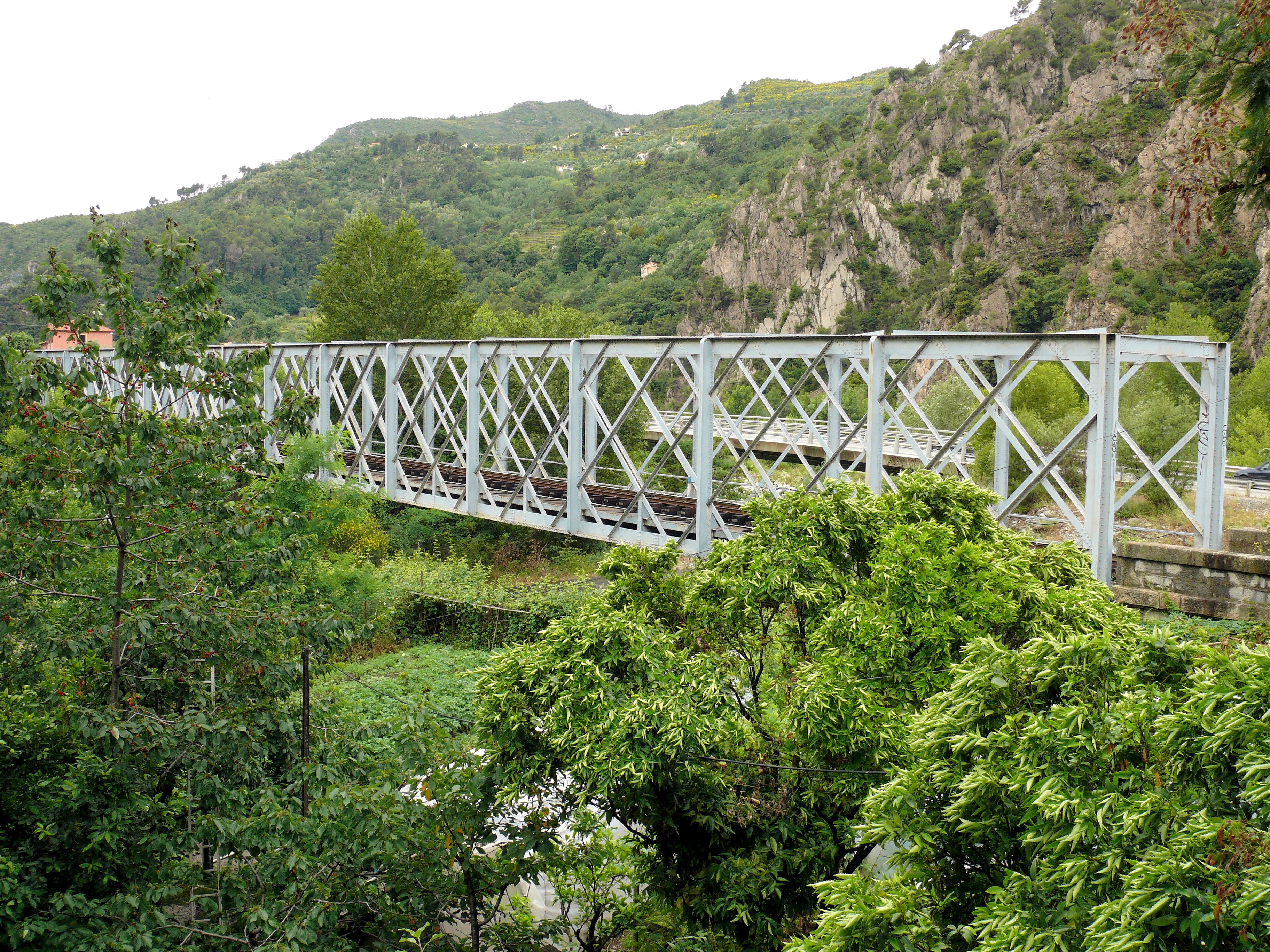
Plan-du-Var - Pont ferroviaire sur la Vésubie (ligne Nice - Digne).
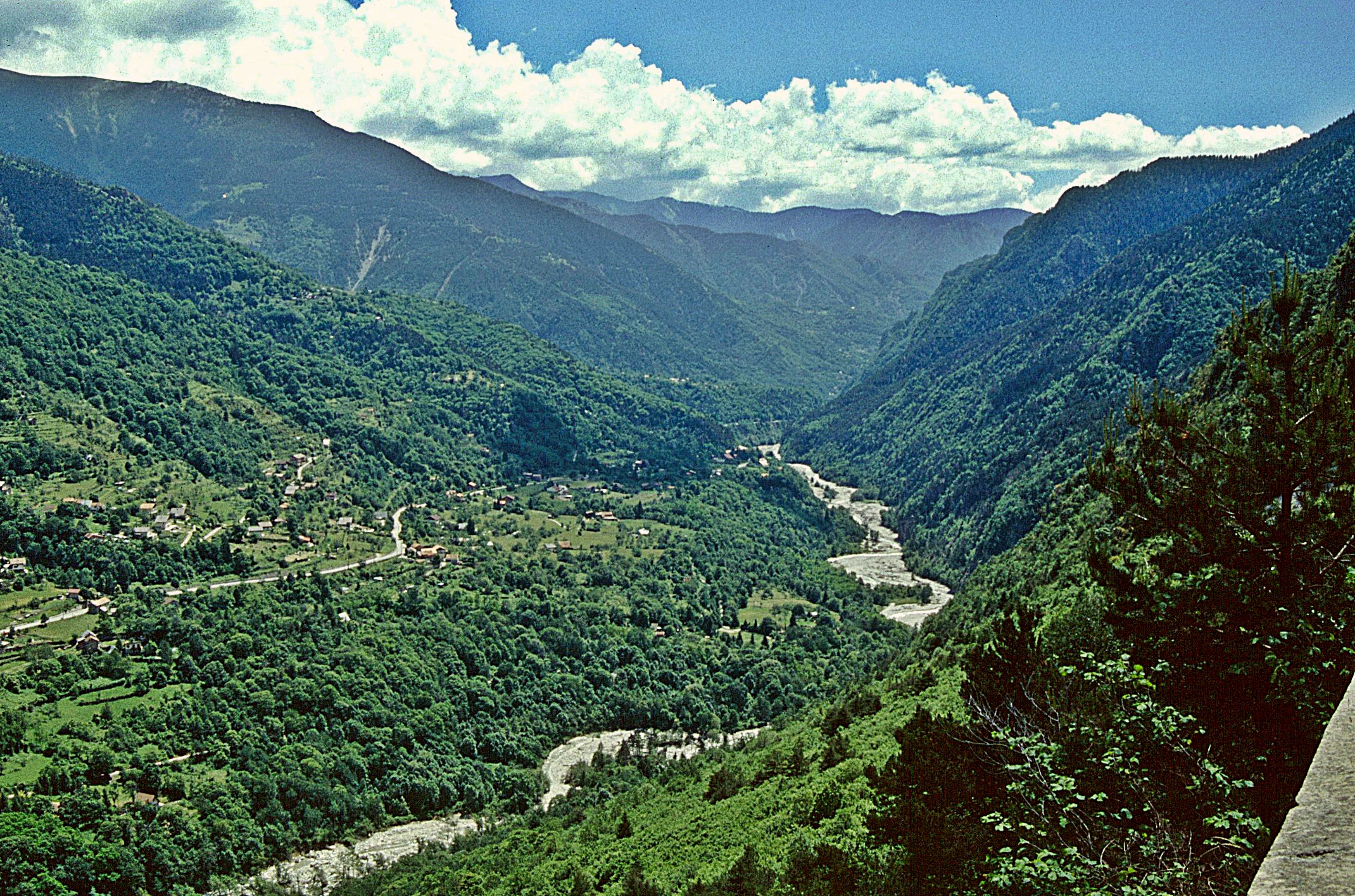
Vallée de la Vésubie en juin 1998.
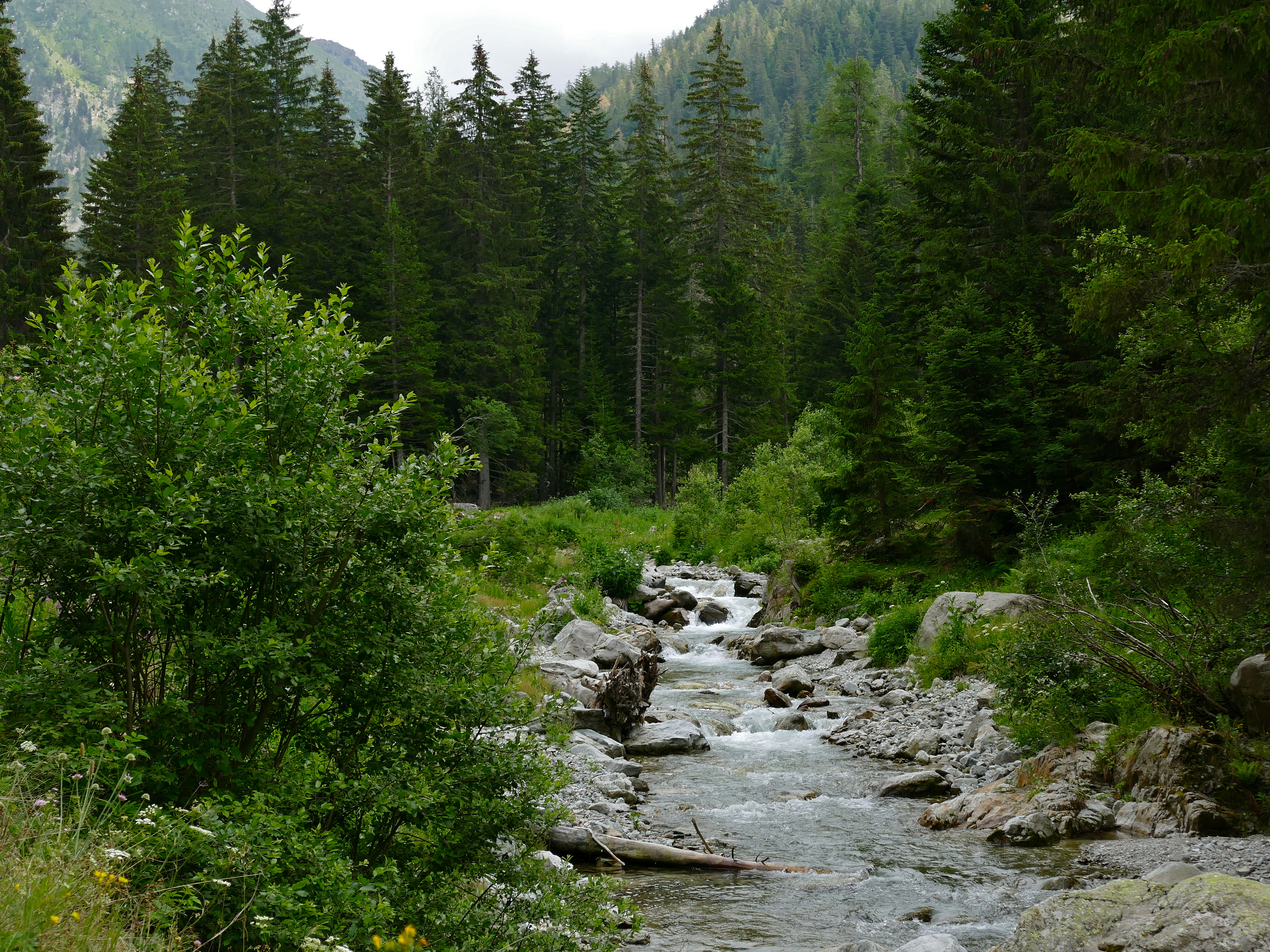
Vallon de la Madone de Fenestre, Saint-Martin-Vésubie en juin 2017.